# Rachel Billington
Pour les articles homonymes, voir Billington.
Rachel Mary Billington, née Pakenham le 11 mai 1942 à Oxford, est une auteure britannique. 

## Biographie
Troisième fille de Frank Pakenham et de la comtesse Elizabeth Pakenham, elle travaille pour la télévision à Londres et à New York avant de se consacrer pleinement à la littérature en 1968. 
Elle a publié une vingtaine de romans pour adultes dont le bestseller A Woman's Age and Bodily Harm. On lui doit aussi six romans pour enfants, six livres religieux pour enfants et trois ouvrages de non-fiction dont The Great Umbilical sur la relation mères/filles. 
Outre des articles journalistiques pour la presse anglaise et américaine, pour la télévision et le cinéma, elle est l'auteur de divers scénarios dont celui de la série Play for Today et celui du film Le Phare du bout du monde, d'après le roman de Jules Verne. 
Présidente du Pen club britannique de 1998 à 2001, elle en est encore vice-présidente d'honneur. Elle est distinguée en 2012 de l'Ordre de l'Empire britannique. 
Elle est la marraine de Boris Johnson. 

## Œuvres

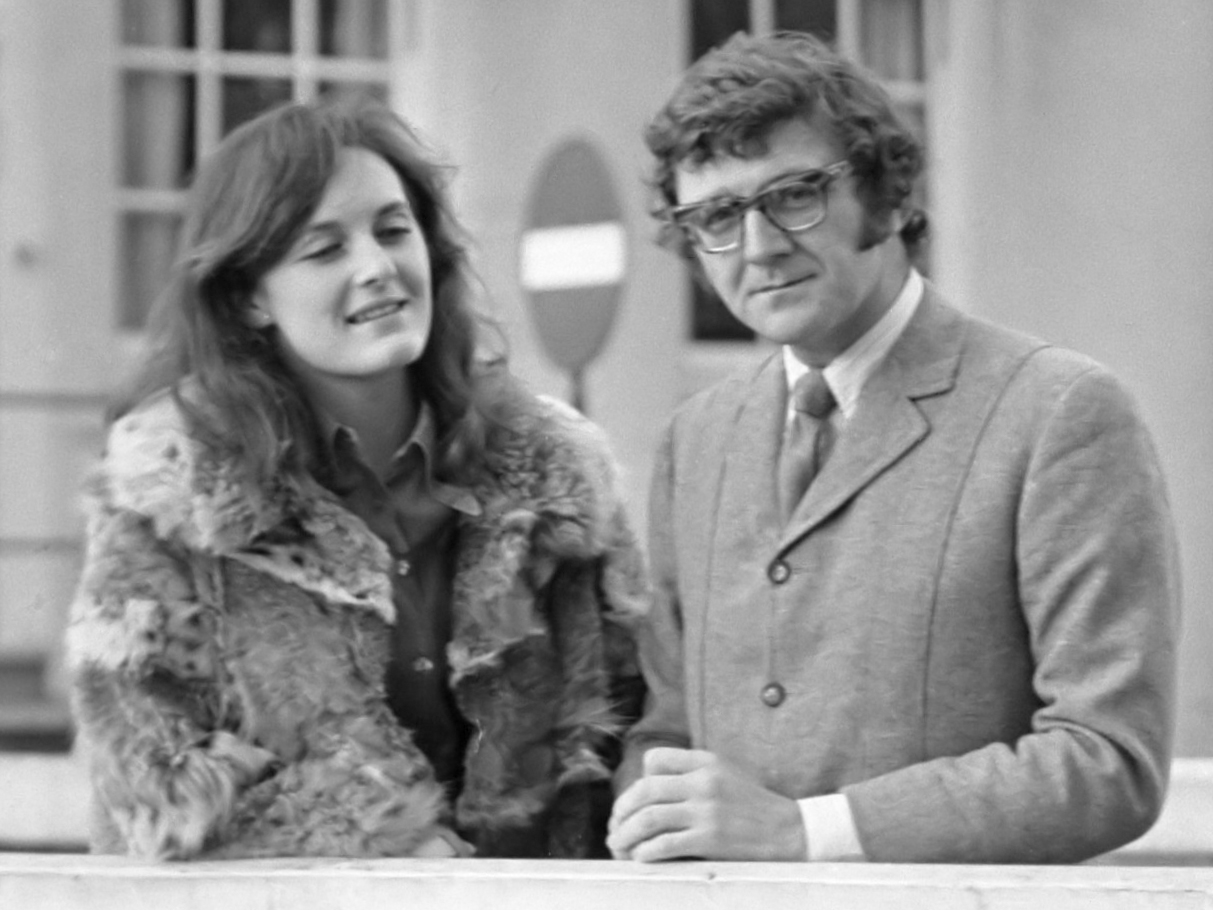
Rachel et Kevin Billington en 1968.

### Romans
- Glory
- Maria and the Admiral
- The Missing Boy
- Lies and Loyalties
- One Summer
- The Space Between
- A Woman's Life
- Tiger Sky
- Perfect Happiness
- Magic and Fate
- Bodily Harm
- Theo and Matilda
- Loving Attitudes
- The Garish Day
- Occasion of Sin
- A Woman's Age
- A Painted Devil
- Beautiful
- Cock Robin
- Lilacs Out of the Dead Land
- The Big Dipper
- All Things Nice

### Livres religieux
- The First Christmas
- The First Easter
- The First Miracles
- The Life of Jesus
- The Life of Saint Francis
- Chapters of Gold

### Non-fictions
- The Great Umbilical
- The Family Year

### Livres pour enfants
- Poppy's Angel
- Poppy's Hero
- There's More to Life
- Far Out!
- Star Time
- Rosanna and the Wizard-Robot